# Enrique Frigerio
Enrique Vicente Frigerio Toppi (Montevideo, Uruguay, 7 de julio de 1918 - Montevideo, Uruguay, 15 de mayo de 1987), fue un magistrado y político uruguayo, quien se desempeñó como miembro de la Suprema Corte de Justicia de su país entre 1978 y 1983 (denominada únicamente Corte de Justicia hasta 1981), y posteriormente ocupó el cargo de Ministro de Justicia entre 1983 y 1985, en el último período de la dictadura cívico-militar finalizada este último año.

## Primeros años
Nació en Montevideo el 7 de julio de 1918, hijo de Atilio Frigerio Dughon, uruguayo, y de Dora Toppi Salomoni, italiana.
Cursó estudios en la Facultad de Derecho de la Universidad de la República hasta graduarse como abogado, prestando juramento como tal en febrero de 1948.

## Juez de Paz
En diciembre de 1948 inició su carrera judicial al ser nombrado Juez de Paz de la 1ª sección judicial de Treinta y Tres, con sede en la ciudad de Treinta y Tres.

## Juez Letrado en el interior
En agosto de 1950 ascendió al cargo de Juez Letrado de Treinta y Tres. En junio de 1954 pasó a ser Juez Letrado de San José.

## Juez Letrado en la capital
En marzo de 1958 fue ascendido a cumplir funciones como Juez Letrado en Montevideo, inicialmente como Juez Letrado Suplente, y luego, a partir de octubre del mismo año, en calidad de Juez Letrado de Instrucción y Correccional de Sexto Turno.
En marzo de 1962 fue trasladado al Juzgado Letrado en lo Civil de Primer Turno.

## Tribunal de Apelaciones
En abril de 1967 recibió un nuevo ascenso al ser nombrado ministro del Tribunal de Apelaciones en lo Civil de Segundo Turno. Permaneció integrando dicho tribunal por espacio de once años.

## Corte de Justicia
El 25 de octubre de 1978 el Consejo de la Nación lo eligió por unanimidad, junto a Ramiro López Rivas, como miembro de la Corte de Justicia, para cubrir las vacantes generadas por el cese de Rómulo Vago y el fallecimiento de Francisco José Marcora.
Frigerio y López Rivas fueron los primeros magistrados en ingresar a la Corte luego del dictado del Decreto Constitucional-Acto Institucional número 8, el 1° de julio de 1977, en el marco de la dictadura cívico militar instaurada en 1973, por el que se modificaron las normas constitucionales referentes al Poder Judicial, dejando de tener carácter de tal y pasando a denominarse Administración de Justicia y a depender administrativamente del Poder Ejecutivo. La Suprema Corte de Justicia había pasado a llamarse únicamente Corte de Justicia, a secas, y perdió la mayor parte de sus competencias como jerarca administrativo del sistema judicial, por ejemplo, las referidas a designaciones y traslados de jueces, en las que pasó a tener solo la potestad de iniciativa y cuya resolución final quedó en manos del Poder Ejecutivo.

## Restablecimiento de la Suprema Corte de Justicia
Frigerio ocupó la Presidencia de la Corte durante el año 1981.
El 10 de noviembre de ese mismo año se dictó el Decreto Constitucional-Acto Institucional número 12, que derogó el número 8, restableció el carácter de Poder del Estado del Poder Judicial y el nombre de Suprema Corte de Justicia a su órgano máximo. Sin embargo, no le devolvió sus competencias tradicionales consagradas en la Constitución de 1967, sino que todo lo relativo a la administración del Poder Judicial, designación y traslado de jueces fue confiado a un nuevo órgano denominado Consejo Superior de la Judicatura, presidido por el ministro de Justicia y con integración mixta de miembros magistrados y no magistrados.
El Poder Judicial solo recobraría la plenitud de su independencia y sus funciones constitucionales con el restablecimiento de la democracia en 1985.

## Ministro de Justicia
El 12 de diciembre de 1983 fue designado por el presidente Gregorio Álvarez como ministro de Justicia, reemplazando al renunciante Julio César Espínola. La vacante dejada por Frigerio en la -ahora nuevamente- Suprema Corte de Justicia fue cubierta con la designación de Rafael Addiego Bruno en enero de 1984. 
Ocupó dicha cartera ministerial por espacio de poco más de un año, esto es, durante el resto del gobierno de Álvarez y continuando bajo el breve interinato presidencial de Addiego Bruno en febrero de 1985; siendo por lo tanto el último titular del Ministerio de Justicia bajo la dictadura militar de 1973-1985 (régimen bajo el cual se había creado dicho ministerio en 1977). Cesó en su cargo el 28 de febrero de 1985, la víspera de la asunción de Julio María Sanguinetti como presidente constitucional del país. 
El nuevo gobierno democrático designó interinamente en su reemplazo a Adela Reta, también ministra de Educación y Cultura, quien fue la última titular del Ministerio de Justicia por solo tres meses, hasta la supresión del mismo en junio de 1985 mediante la ley 15.751.

## Fallecimento
Enrique Frigerio falleció en Montevideo el 15 de mayo de 1987, a los 68 años de edad.